# Jean Pierre Guillaume Catteau-Calleville
Jean Pierre Guillaume Catteau-Callaville (1759-1819) fue un pastor de la iglesia reformada, historiador y geógrafo nacido en Argermünde, Brandeburgo, en 1759 y fallecido en París en 19 de mayo de 1819.

## Biografía
Jean nació de padres franceses refugiados y fue ministro de culto luterano en Estocolmo, después pasó a Suiza y posteriormente a Francia, donde publicó diversas obras.
Además de algunos ensayos, fruto del trabajo en su juventud, dejó escritas varias obras, entre ellas una biblioteca sueca, una historia de Dinamarca, del Mar báltico y una biografía de la reina Cristina de Suecia.
La calidad más recomendable de este autor  es su estilo claro y sencillo y también publicó artículos en el "Mercure etranger", en la "Gazzette de France" y en la "Biographie universelle", entre otros los de Carlos XII de Suecia y Cristina de Suecia.

## Obra
- Vie de Renée de France duchesse de Ferrare, Berlín 1781

- Bibliothéque Suède, Stockholm 1784

- Tableau gén. de Suède, Lausanne 1789, 2 v.

- A general view of Sweden:...., Londres: G.G.J. and J. Robison, 1790.

- Histoire de Christine, reine de Suède,..., París: Pillet, 1815, 2 v.

- Histoire des revolutions de Norwège,...., París, Pillet, 1818, 2 v.

- La vie de Renée, duchesse de Ferrare

- Tableau de états danois:...., París: Teuttel et Wúrtz, 1802, 3 v.

- Tableau del mar Baltique:..., Paris: Pillet, 1812, 2 v.

- Voyage en Alemagne et en Suède,...., París: J.G. Dentu, 1810, 3 v.

- Otras